# سام ألاردايس
سام ألاردايس (بالإنجليزية: Sam Allardyce؛ مواليد 19 أكتوبر 1954) هو لاعب كرة قدم سابق، ومدرب حالي، أشرف على تدريب المنتخب الإنجليزي قبل أن يستقيل في 27 سبتمبر 2016 على خلفية تقارير صحفية إنجليزية أشارت إلى تورطه بأعمال رشوة.

## مشواره كلاعب
بدأ مشواره الكروي مع نادي بولتون واندررز حيث قضى فيه 9 سنوات حتى عام 1980، شارك خلالها في أكثر من 200 مباراة. على مدار الـ 12 عامًا تالية، تنقل بين عدة أندية منها سندرلاند وميلوول وتامبا باي روديز وكوفنتري سيتي وهدرسفيلد تاون وبولتون مرة أخرى وبريستون نورث إيند وويست بروميتش ألبيون.

## مشواره كمدرب

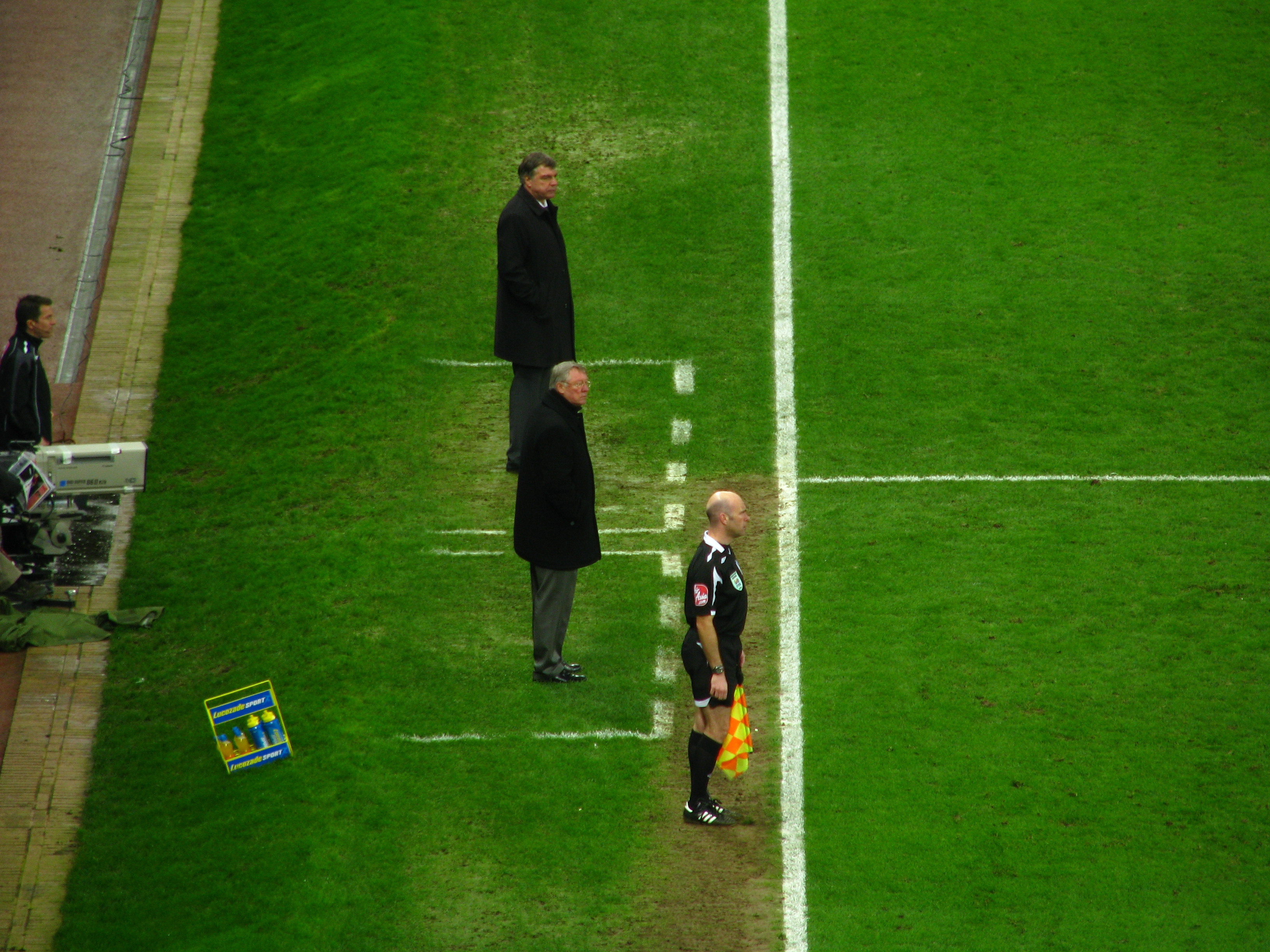
الأعلى - سام ألارديس (بلاكبيرن) الوسط - السير أليكس فيرجسون (مانشستر يونايتد)

بدأ مشواره التدريبي في ويست بروميتش ألبيون كلاعب ومدرب في الوقت ذاته، وبعد عدة أدوار تدريبية كانت بدايته كمدرب في نادي بلاكبول عام 1994. درب بعدها نادي نوتس كاونتي، ثم عاد إلى بولتون واندررز الذي كان ينافس في دوري الدرجة الثانية عام 1999 وقاده للدوري قبل النهائي في كأس الاتحاد الإنجليزي وكأس رابطة الأندية الانجليزية عام 2000. صعد مع بولتون للدوري الممتاز في 2001 وفي مواسمه الأولى عمل ألاردايس على تأمين الفريق من الهبوط، قبل أن يحقق قفزة عام 2006 باحتلال المركز السادس مع نهاية الموسم، ما قاده للمشاركة في كأس الاتحاد الأوروبي.
في مايو 2007، تولى ألاردايس تدريب نادي نيوكاسل يونايتد، لكنه رحل في يناير 2008 بسبب تراجع النتائج. وفي ديسمبر 2008 عيّنه نادي بلاكبيرن روفرز مدرباً للفريق، والذي قاده لمرحلة نصف نهائي كأس رابطة الأندية الإنجليزية في 2010، لكنه أقيل من منصبه عقب بيع النادي لملاك جدد واحتلاله للمركز 13 في الدوري الممتاز.
تولى ألاردايس تدريب وست هام يونايتد في 2011 وقاده للصعود للدوري الممتاز في نهاية موسمه الأول، وفي المواسم التالية نجح ألاردايس مع الفريق في احتلال أحد مراكز وسط جدول الترتيب ثلاث مرات لكن بعض الجماهير كانت غير راضية عن طريقته في اللعب ليرحل في 2015 بعد نهاية عقده.
في أكتوبر 2015 تولى تدريب نادي سندرلاند، والذي كان يحتل المركز 19 في قاع الترتيب، لكنه قاده للبقاء باحتلال المركز 17 في نهاية الموسم، إثر الفوز 3\0 على إيفرتون، وهو الفوز الذي هبط بغريمه نيوكاسل يونايتد لدوري الدرجة الثانية.

### منتخب إنجلترا
عُيّن ألاردايس لتدريب منتخب إنجلترا لكرة القدم في 22 يوليو 2016، خلفاً لروي هودجسون الذي استقال عقب الخروج من بطولة أمم أوروبا 2016. وخاض مباراته الأولى والوحيدة مع المنتخب أمام سلوفاكيا في 4 سبتمبر 2016 في بداية مشوار تصفيات كأس العالم 2018، والتي فاز فيها المنتخب الإنجليزي بفضل هدف آدم لالانا في الوقت المحتسب بدل الضائع.
تم تصوير ألاردايس بشكل سري، وسط مزاعم بمقابلة كونسورتيوم من رجال أعمال من الشرق الأقصى، بداعي طلبهم استشارته في التعامل مع سوق انتقالات الدوري الإنجليزي الممتاز. ونشرت صحيفة ديلي تلغراف التفاصيل، وتضمنت أن ألاردايس منح الصحفيين المتخفيين في صورة رجال أعمال المشورة في كيفية التحايل على لوائح الانتقالات، ما دفع الإتحاد الإنجليزي إلى استدعاءه بشكل عاجل، وإقالته من منصبه يوم الثلاثاء 29 سبتمبر 2016، واصفاً سلوك ألاردايس «بالغير لائق». في ديسمبر 2016 انتقل ليدرب نادي كريستال بالاس

## روابط خارجية
- سام ألاردايس على موقع IMDb (الإنجليزية)
- سام ألاردايس على موقع قاعدة بيانات كرة القدم.إي يو (الإنجليزية)
- سام ألاردايس على موقع Soccerbase.com (مدرب) (الإنجليزية)
- سام ألاردايس على موقع Soccerway.com (الإنجليزية)
- سام ألاردايس على موقع عالم كرة القدم.نت (الإنجليزية)